# ムーリー・エデン
ムーリー・エデン（英:Shmuel (Molly) Aden 、1953年8月18日生まれ) は、イスラエルの電気工学エンジニア兼マネージャー。
インテルの副社長、PCクライアント事業本部長、インテル・イスラエルの社長を務めました。 
ハ＝ポアリーム銀行のイノベーションおよびテクノロジー・アドバイザーを務めました。
現在はスタートアップ企業のイノベーションコンサルタント。

## 経歴
イスラエルのハイファで生まれ育ち、サマットを卒業しました。
1973年に彼はアカデミックリザーブの一部としてテクニオンで電気工学の学士号を取得しました。
彼は海軍に勤務し、少佐のランクで除隊し、エルサレムのヘブライ大学で上級経営管理の学位も取得しました。
彼はメッツ社でエンジニアとしてのキャリアをスタートさせました。 色消去回路を発明しました。2年後、彼はタディランコミュニケーションズ株式会社に移りました。
1982年にインテルに入社し、インテルのPentium MMXプロセッサを含むインテルのマイクロプロセッサ設計において、数多くの技術および管理職を務めました。1999年から2003年まで、イスラエルにあるインテルのR&Dセンターのディレクター兼ゼネラルマネージャーを務めました。彼は、インテル Centrino モバイルテクノロジーやインテル Pentium M プロセッサを含むマイクロプロセッサとモバイルチップセットの開発を担当していました。2005 年には、インテルのモバイル・プラットフォーム・グループのバイス・プレジデント兼ゼネラル・マネージャーに昇進しました。2009年には、パーソナルコンピュータカスタマーグループのバイス・プレジデント兼ゼネラルマネージャーに昇進し、デスクトップを含むIntelの全てのPCクライアント事業を管理しました。
2012年にイスラエルに戻り、インテルイスラエルの社長と、2011年に設立された知覚コンピューティング組織のCEOを務めました。この立場で、彼は2015年までイスラエルにおけるインテルすべての活動を管理しました。
2010年、彼はFast Company誌の世界で最も創造的な100人のリストで26位になりました。
2012年、フォーチュンは、アップルのジョニー・アイブ、グーグルのアンディ・ルービン、クアルコムのポール・ジェイコブスと並んで、テクノロジーで最も明るい10人の頭脳の1人を選びました。
2015年3月、インテルからの引退を発表。
1999年から2002年まで、テクニオンのMBAプログラムの上級講師を務めました。
2015年10月、エデンはチーフイノベーションおよびテクノロジーアドバイザーとしてバンクハポアリムに入社しました。
2017年1月から2019年3月まで、彼はハイファ大学の実行委員会の委員長を務めました。

## 人物
結婚しているエデンは3人の息子がおり、黒いシャツとジャケット、カンゴル製のベレー帽からなる特別な衣装で知られています。